# Wahlen zum Senat der Vereinigten Staaten 2002
Am 5. November 2002 wurde in den Vereinigten Staaten der Senat gewählt. Die Wahlen waren Teil der Halbzeitwahlen 2002, bei der auch das Repräsentantenhaus neu gewählt wurde.
Im Senat stellt jeder der 50 Bundesstaaten 2 Abgeordnete. Vor der Wahl waren 49 Senatoren Republikaner, 50 Demokraten und einer unabhängig. In 34 Bundesstaaten wurde 2002 jeweils ein Senator neu gewählt, die Amtszeit der restlichen 66 Senatoren endete 2004 bzw. 2006. Von den zur Wahl stehenden Sitzen wurden bisher 14 von Demokraten und 19 von Republikanern gehalten. Die Republikaner gewannen zwei Sitze mehr zu Lasten der Demokraten. Die beiden unabhängigen Senatoren schlossen sich der demokratischen Fraktion an.
Zu Veränderungen nach der Wahl siehe auch Liste der Mitglieder des Senats im 108. Kongress der Vereinigten Staaten.
Die genauen Ergebnisse:
| Partei       | Stimmen    | Stimmen in % | Veränderung zur Wahl 1996 | Sitze | Veränderung zur Wahl 2000 |
| ------------ | ---------- | ------------ | ------------------------- | ----- | ------------------------- |
| Republikaner | 21.428.784 | 51,3         |                           | 51    | +2                        |
| Demokraten   | 18.665.605 | 44,7         |                           | 48    | −2                        |
| Unabhängige  | 405.982    | 1,0          |                           | 1     | 0                         |
| Sonstige     | 1.261.391  | 3,0          |                           | 0     | 0                         |